# Korowód (album)
Korowód – drugi album Marka Grechuty i zespołu Anawa. Został nagrany w studio Polskich Nagrań w Warszawie w kwietniu 1971 roku i w tym samym roku wydany przez Polskie Nagrania „Muza” (Muza SXL0752).

## Wersja oryginalna z 1971 roku
1. Widzieć więcej (muz. Marek Jackowski)
2. Kantata (muz. Jan Kanty Pawluśkiewicz, sł. Jan Zych)
3. Chodźmy  (muz. Marek Grechuta, sł. Marek Grechuta)
4. Świecie nasz (muz. Jan Kanty Pawluśkiewicz, sł. Marek Grechuta)
5. Nowy radosny dzień  (muz. Jan Kanty Pawluśkiewicz)
6. Dni, których nie znamy  (muz. Jan Kanty Pawluśkiewicz, sł. Marek Grechuta)
7. Ocalić od zapomnienia  (muz. Marek Grechuta, sł. Konstanty Ildefons Gałczyński)
8. Korowód  (muz. M.Grechuta, sł. Leszek Aleksander Moczulski)
9. Niebieski młyn (muz. Jan Kanty Pawluśkiewicz, sł. Tadeusz Śliwiak)

W nagraniach wzięli udział:
- Marek Grechuta – śpiew
- Jan Kanty Pawluśkiewicz – fortepian, aranżacje
- Jacek Ostaszewski – kontrabas, flet prosty
- Marek Jackowski – gitara, brač
- Eugeniusz Makówka – perkusja
- Anna Wójtowicz – wiolonczela
- Tadeusz Kożuch – altówka
- Zbigniew Paleta – skrzypce

oraz Orkiestra Symfoniczna Teatru Wielkiego w Warszawie (5)
i zaproszeni muzycy:
- Marian Pawlik – gitara basowa (8)
- Ewa Bem i Aleksander Bem – śpiew (6)

i grupa wokalna Alibabki (4, 6)
Nagrano w studiu Polskich Nagrań w Warszawie w kwietniu 1971 roku.

## Wersja rozszerzona z 2000 roku
W antologii Świecie nasz oryginalna płyta została wzbogacona o 8 dodatkowych utworów.
1. Letnia przygoda (muz. Jerzy Boczkowski, sł. Janusz Odrowąż)
2. Intro II (muz. Jan Kanty Pawluśkiewicz)
3. Kantata (muz. Jan Kanty Pawluśkiewicz, sł. Jan Zych)
4. W chłodzie osiczyn w dymie traw (muz. Jacek Ostaszewski, sł. Tadeusz Nowak)
5. Nie chodź dziewczyno do miasta (muz. Jan Kanty Pawluśkiewicz, sł. Andrzej Nowicki)
6. Pomarańcze i mandarynki (muz. Jan Kanty Pawluśkiewicz, sł. Julian Tuwim)
7. Piosenka (muz. Jan Kanty Pawluśkiewicz, sł. Julian Przyboś)
8. Korowód (muz. M.Grechuta, sł. Leszek Aleksander Moczulski)

Skład zespołu:
- Marek Grechuta – śpiew
- Jan Kanty Pawluśkiewicz – fortepian, aranżacje
- Jacek Ostaszewski – kontrabas, flet prosty
- Marek Jackowski – gitara, recytacja – 15
- Eugeniusz Makówka – perkusja
- Tadeusz Kożuch – altówka
- Zbigniew Paleta – skrzypce

(10) Nagranie radiowe (Program III Polskiego Radia – 1971)
(11-16) Nagrania koncertowe z VIII KFPP w Opolu 1970 r. Recital Marka Grechuty i zespołu Anawa w Auli PWSP – 26 VI 1970
(17) Nagranie koncertowe z IX KFPP w Opolu 1971 r. Nagrania dokonano podczas koncertu laureatów „Mikrofon i ekran”, który odbył się 26 czerwca 1971 roku. Autorem zapowiedzi jest Lucjan Kydryński

## Ekipa
- Reżyser nagrania: Zofia Gajewska
- Operator dźwięku: Jacek Złotkowski
- Projekt okładki albumu: Tadeusz Kalinowski
- Fotografie na okładce: Stanisław Gołąb

## Wydania
- 1971 – Polskie Nagrania „Muza” (LP)
- 1974 – Supraphon (LP, wydany w Czechosłowacji pod nazwą Marek Grechuta Anawa)
- 1992 – Digiton (CD)
- 2000 – EMI Music Poland (CD)
- 2001 – EMI Music Poland (CD, box Świecie nasz)
- 2005 – EMI Music Poland (koperta, box Świecie nasz)
- 2014 – xDisc (mp3)
- 2015 – Warner Music Poland (CD)
- 2015 – Warner Music Poland (CD)